# Сатурнин (сирийский гностик)
Сатурни́н (др.-греч. Σατουρνίνος), или Саторни́л (др.-греч. Σατορνίλος) или Сатурни́л (др.-греч. Σατουρνίλος), — сирийский гностик, один из представителей сирийского гносиса, ученик Менандра; явился с своим учением в Антиохии около 125 г.
Его система представляет строгое развитие дуализма с отрицанием всякого значения иудейства в деле освобождения добра от зла, с докетизмом и аскетизмом. Сатурнин принимал два начала: Бога доброго, Творца ангелов, архангелов, сил и властей, семь из которых без его ведома создали мир и людей, и злое начало, которое противопоставило им злой род. Чтобы разрушить царство злого начала, Бог добрый послал на землю Христа, который, явившись в призраке плоти, разрушил царство злого начала и открыл добрым душам путь к Богу. Желающие возвратиться к Богу должны отказаться от употребления в пищу животных, от вина, супружества и всех удовольствий чувственных. Последователей у Сатурнина было немного, да и те присоединились к другим сектантам, по всей вероятности — к маркионитам.